# Naravni spomenik Cueva del Milodón
Naravni spomenik Cueva del Milodón (Milodonova jama) je naravni spomenik v čilski Patagoniji , 24 km severozahodno od Puerto Natales in 270 km  severno od Punta Arenasa.
Spomenik je ob pobočju Cerra Benitez . Sestavljen je iz več jam in kamnitih tvorb, imenovanih Silla del Diablo (Hudičev stol). Spomenik obsega jamo, ki je izjemna zaradi odkritja leta 1895 kože, kosti in drugih delov ogromnega talnega lenivca, imenovanega Mylodon darwini.

## Geologija
Med postopnim umikom ogromnega ledenega pokrova, ki je ob zadnji poledenitvi pokrival večino zahodne Patagonije, je bil pred približno 20.000 leti nanesen sediment, ki je pokril teren  do nekaj več kot 150 metrov nadmorske višine. Na tej ravni je bila plast skrilavca, ki je bila pod plastjo skalnata konglomerata na pobočjih Cerro Benítez in v bližini današnjega jezera Sofía. Močno naraslo gigantsko jezer nastalo po otoplitvi je erodiralo skrilavec, kar je odkrilo te jame in druge jame jezera Sofía-cerro Benítez. 

## Milodónova jama
Največja jama v spomeniku je Milodónova jama je na 150 metrih nadmorske višine in je 30 metrov visoka, 80 metrov široka spredaj in 200 metrov globoka. Leta 1895 jo je odkril nemški raziskovalec Patagonije, Hermann Eberhard. Našel je velik, na videz svež kos kože neznane živali. Leta 1896 je jamo raziskal Otto Nordenskjöld. Kasneje je bilo ugotovljeno, da je koža pripadala Mylodonu - izumrli živali, ki je izumrla pred 10.200 do 13.560.
V jami in drugih jamah spomenika najdemo ostanke drugih izumrlih živali in človeške ostanke.
Na vhodu v spomenik je replika prazgodovinskega Mylodona v naravni velikosti, ki je bil podoben zelo velikemu rastlinojedu, ki je spominjal na velikega medveda. Na koncu pleistocenske epohe je izumrl.

## Milodonovi ostanki
Preiskave so ugotovili preživetje Milodona do pred približno 5000 leti in potrdile obstoj drugih živali, kot so majhen konj Hippidion, sabljezoba mačka Smilodon in dolga lama litopterna Macrauchenia. 

## Človeški ostanki
V Milodonovi jami so našli raznolike elemente človeškega bivanja , vključno s kamne ognjišča, orodja in človeške ostanke. Človeško bivanje v Cueva del Milodón je datirano že v leto 6000 pr. n. št. 
- Replika Mylodona v jami
- "Hudičev stol" blizu vhoda v jamo
- Notranjost velike jame
- Vhodni del